# Esquerra Verda
Esquerra Verda (en français : « Gauche verte ») est un parti politique catalan créé en 2021 et qui se réclame du féminisme et de l'écologie.

## Histoire
Le 22 juillet 2019, le tribunal de commerce no 7 de Barcelone a déclaré Initiative pour la Catalogne Verts (ICV) en cessation de paiements compte tenu d'une dette de 9,2 millions d'euros.
Le 2 juillet 2020, d'anciens membres d'ICV, David Cid (ca), Marta Ribas (ca) et Ernest Urtasun, annoncent la fondation d'un nouveau parti sous le nom d'Esquerra Verda, parti membre de Catalogne en commun.
Le 13 mars 2021, le parti tient son assemblée fondatrice avec d'anciens membres d'ICV dissoute et de l'ancien Parti socialiste unifié de Catalogne (PSUC). L'Assemblée élit comme président d'honneur Joan Saura (ca) et comme coordinateurs politiques Anna Martin et Andreu Mayayo qui, avec Julia Boada, Lluís Camprubí et Mireia Marin, forment la coordination collégiale,. Cette coordination collégiale fait partie d'une commission exécutive de 22 personnes, commission élue avec 92,8 % de votes favorables. Le parti s'est également doté d'un conseil national de 204 personnes, d'une commission pour les garanties et la qualité démocratique et d'une Commission économique et financière. La formation maintient l'engagement de faire partie de l'espace politique de Catalogne en commun et d'En Comú Podem, avec lesquels ils continueront de partager des candidatures dans des institutions telles que le Parlement de Catalogne ou le Congrès des députés. L'un de des objectifs stratégiques est de devenir le « référent » en Catalogne du Parti vert européen.

## Idéologie
L'Assemblée fondatrice du 13 mars 2021 a indiqué que le féminisme et l'écologie sont parmi les valeurs principales de la nouvelle organisation.

## Organisation
Les organes sont précisés par les statuts du parti (article 11 des statuts) :
- Assemblée nationale (Assemblea Nacional) qui se réunit au moins tous les quatre ans (article 16) ;
- Conseil national (Consell Nacional) comprenant entre 150 et 200 membres (article 21) élu par l'Assemblée nationale (articles 20 et 21) et qui se réunit au moins six fois par an (article 22) ;
- Commission exécutive nationale (Comissió Executiva). Elle constitue la direction exécutive du parti (article 26). Le nombre de membres est défini par l'Assemblée nationale (article 27) ;
- Commission des garanties et de la qualité démocratique (Comissió de Garanties i Qualitat Democràtica). Elle veille à l'application des statuts et des autres règlements de fonctionnement, au respect de la démocratie et de l'unité interne, surveille et protège les droits des militants, assurer la parité dans le parti, garantit le respect des accords, résolutions, plans et programmes approuvés, etc. (article 30). Elle comporte entre trois et cinq membres (article 31) ;
- Commission de contrôle financier (Comissió de Control Financer). Elle contrôle les opérations économiques, les actifs et la comptabilité et contrôle l'exécution du budget (article 32). Elle comporte entre trois et cinq membres (article 33).

## Participation électorale
Lors des élections générales de juillet 2023, Catalogne en commun-Barcelone en commun, Podem Catalogne, Alianza Verde, Gauche unie Catalogne, Esquerra Verda, Sumar et Més País Catalogne ont créé une coalition électorale sous le nom de Sumar-En Comú Podem. Le numéro un sur la liste du Congrès des députés pour la province de Barcelone est Aina Vidal.